# Аракюль
Аракел (вірм. Առաքել, азерб. Arakül) — село у Ходжавендському районі Азербайджану. 9 листопада 2020 року було звільнене Азербайджанським військом від Вірменських окупантів

## Історія
Аракюль - одне з найдавніших сел [Карабах|Нагірного Карабаху].
Мешканці села, в різні історичні періоди, через війни, спустошливих набігів, були змушені кілька разів покинути село, а пізніше поблизу старого, зруйнованого села, заснувати нове. Історії відомі три місця розташування Аракюла, умовно звані найдавніший,  і новий.
Найдавніший Аракел
Давній Аракюль
Новий Аракюль (заснований в 1828 р / 1840 г.).

## Пам'ятки
Церква Св. Аствацацін 20 ст., селище «Хін Аракюл» 16-19 ст., цвинтар 17-19 ст.